# Jan Philip van Thielen

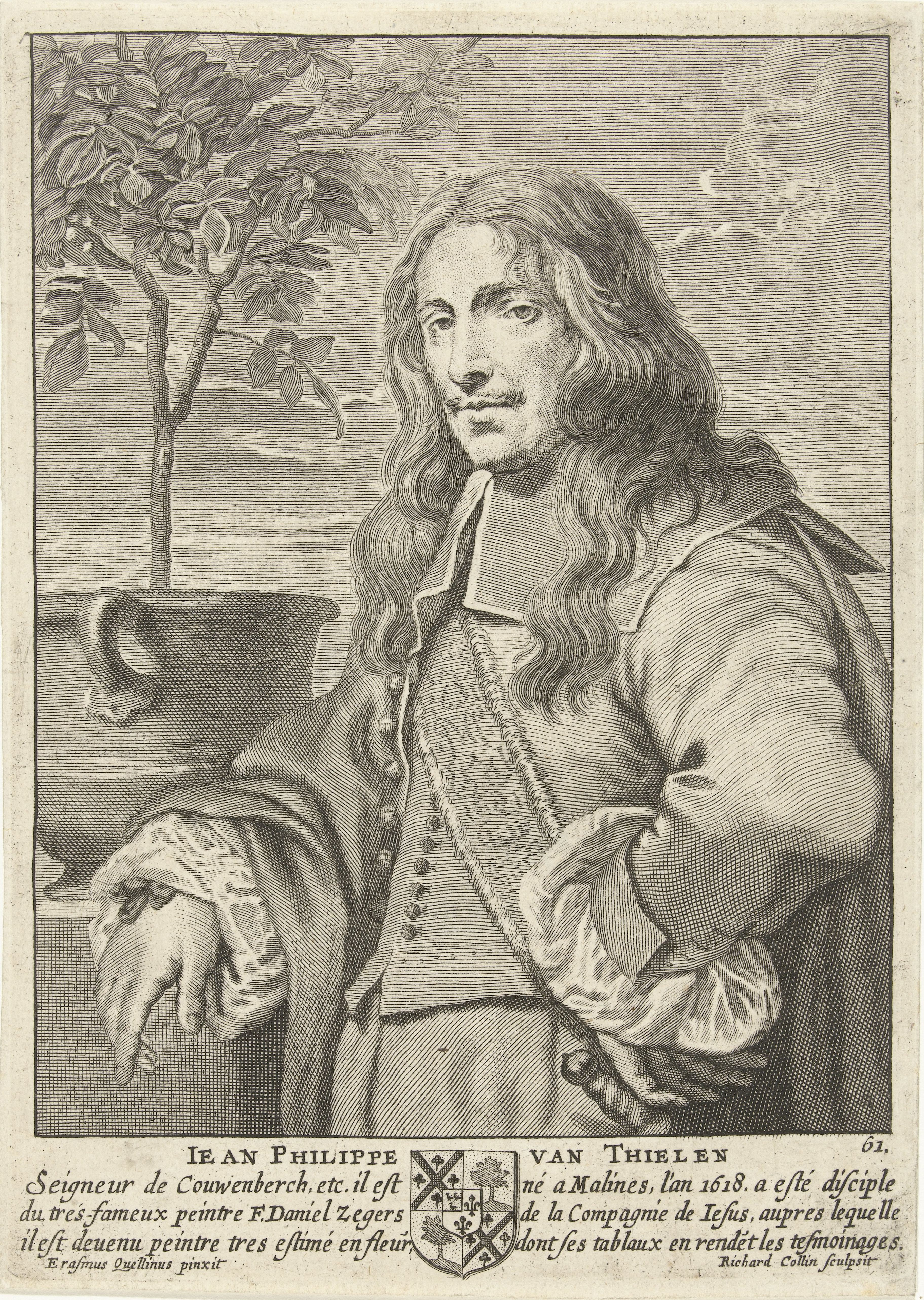
Portrait von Jan Philip van Thielen, nach Erasmus Quellinus II, 1661

Jan Philip van Thielen (auch: Jan Philips van Thielen; Vorname auch: Jean Philip(s); Nachname auch: van Thielen Rigoul(d)ts, van Rigoults, van Righolz van Thielen van Ca(o)uwenbergh, van Couwenbergh(e); * getauft am 1. April 1618 in Mechelen; † 1667 in Booischot) war ein flämischer Blumenmaler und Vater von drei Malerinnen.

## Leben

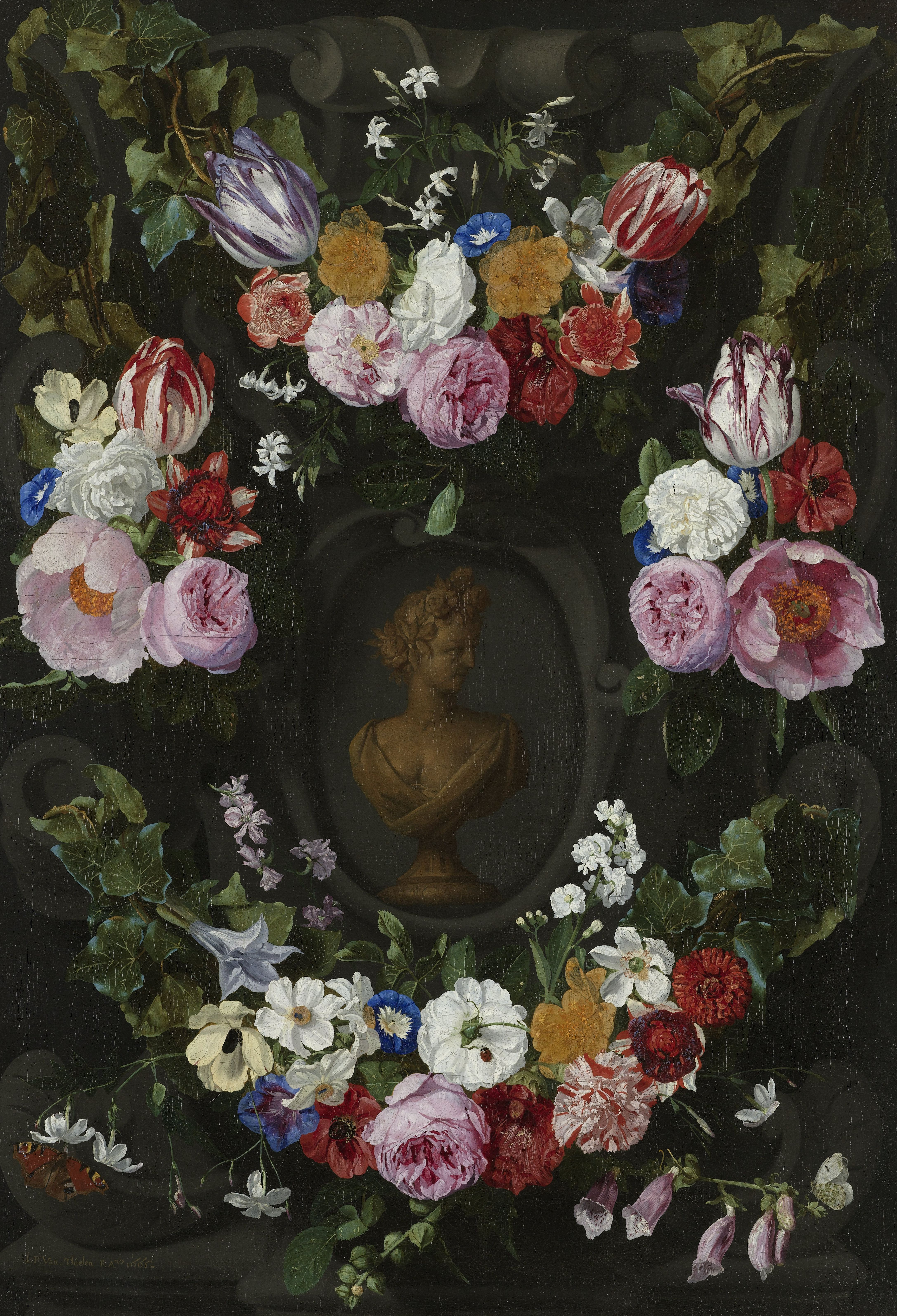
Blumengirlande um eine Büste der Flora, sign. & dat.: „I.P. van Thielen F. An° 1665“, 95 × 65 cm, Rijksmuseum, Amsterdam

Er war ein Sohn von Liberecht van Thielen, Heer van Couwenbergh, und dessen Frau Anna Rigouldts und wurde am 1. April 1618 getauft; seine Taufpatin war Marie van Apshoven, die Frau des Malers Jan van Kessel. Zuweilen verwendete Jan Philip zusätzlich einen der elterlichen Namen, nannte sich also (in Signaturen) z. B. „I.P. Thielen Rigouldts“ oder „I.P. Thielen van Couwenberghe“.
1631–32 ist er in Antwerpen als Lehrling von Theodoor Rombouts, seinem Schwager, nachgewiesen. Später war er außerdem der einzige bekannte Schüler von Daniel Seghers, welcher einen starken Einfluss auf ihn ausübte.
Van Thielen heiratete 1639 Francisca de Hemelaer, eine Schwägerin des Malers Erasmus Quellinus II. Das Paar hatte neun gemeinsame Kinder, von denen die drei Töchter Maria Theresia (1640–1706), Anna Maria (* 1642) und Francisca Catharina (* 1645) ebenfalls Blumenmalerinnen wurden.
1641/42 wurde er in der Antwerpener Lukasgilde als Meister geführt.
Im Jahr 1660 verließ Van Thielen Antwerpen und kehrte zurück in seine Heimatstadt Mechelen, wo er am 14. Oktober desselben Jahres als Freimeister in der Lukasgilde aufgenommen wurde und bis zu seinem Tode im Jahr 1667 blieb.
Jan Philip van Thielen war der Lehrer seiner Töchter sowie des französischen Malers Nicolas Bainville; er beeinflusste auch Jean François Eliaerts.

## Stil und Werk
Jan Philip van Thielen war einer der erfolgreichsten und auch besten flämischen Blumenmaler seiner Zeit. Seine Malerei ist stark durch seinen Lehrer Daniel Seghers geprägt, den er nur um sechs Jahre überlebte, und einige unsignierte Werke wurden sowohl dem einen wie dem anderen Maler zugeschrieben. Van Thielen malte Blumensträuße in (Glas-)Vasen, von denen etwa 20 bekannt sind, außerdem Festons sowie geistliche und weltliche Girlandenbilder, von denen mehr als 20 erhalten sind. Viele seiner Werke sind signiert und auch datiert und es sind Werke aus dem Zeitraum von 1645 (Uffizien, Florenz) bis 1667 (Antwerpen) bekannt; datiert sind allerdings nur Girlanden, keine Bouquets.

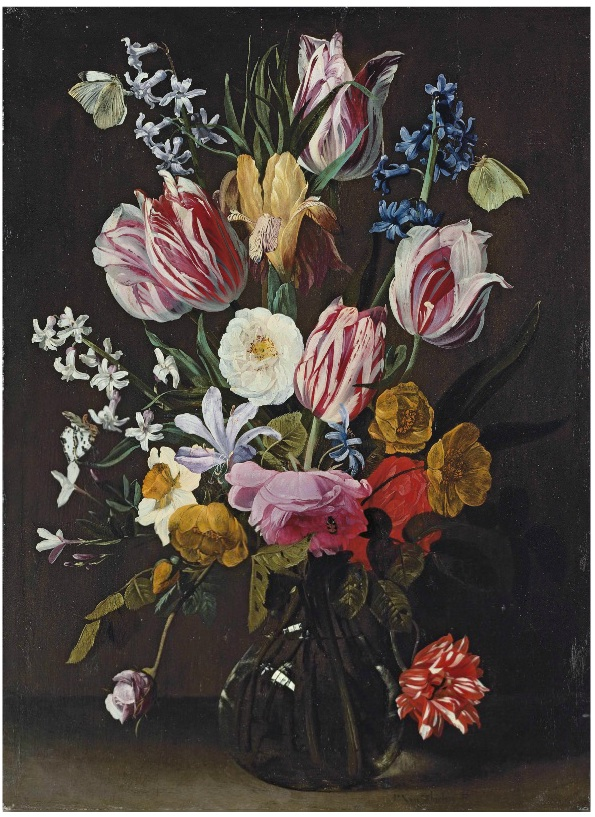
Blumen in einer Glasvase mit Schmetterlingen, sign.: „P Van Thielen F“, ca. 1650er Jahre, Öl auf Holz, 43,8 × 31,9 cm, in Auktion bei Christie’s, London, 3. Juli 2012, lot 38

Die Bouquets erinnern an Seghers, werden vor dunklem Hintergrund in leuchtenden Farben und in gläsernen Vasen dargestellt. Van Thielen schuf jedoch im Gegensatz zu seinem Lehrer auch einige etwas größere, üppigere Sträuße.
Auch seine Girlandenbilder sind im Stile von Seghers gehalten und zeigen mit Blumengirlanden oder -Festons geschmückte steinerne Kartuschen mit einer Darstellung von Heiligen, mythologischen Figuren oder Porträts in der Mitte. Wie allgemein üblich entstanden sie in Zusammenarbeit mit anderen Malern, welche die Figuren in das Mittelfeld und möglicherweise auch die Kartuschen einfügten. Besonders häufig arbeitete Van Thielen mit seinem Schwager Erasmus Quellinus II zusammen; andere Mitarbeiter waren Frans Francken d. J., Cornelis Schut, sowie Cornelis van Poelenburgh.
Van Thielens Girlanden gelten als „symmetrischer“ als diejenigen von Daniel Seghers, es ist jedoch fraglich, ob dies wirklich immer zutrifft. Die Blumenfestons wirken bei Van Thielen tendenziell etwas üppiger, extravertierter, „barocker“, und haben formal etwas Sprühendes, das an ein Feuerwerk erinnert, während die Kunst des Jesuiten Seghers tendenziell zurückhaltender, kontemplativer und introvertierter wirkt.

Wenn man Van Thielens Malerei mit Seghers im Detail, d. h. in Nahansicht, vergleicht – und dabei nur die besten Werke des jeweiligen Malers berücksichtigt (z. B. Van Thielen: Hl. Philipp im Prado; von Seghers: Hl. Familie im Blumenkranz in Antwerpen, siehe unten) – fällt auf, dass beide Maler auf hohem Niveau arbeiteten, aber Seghers’ Blumen sind eine Spur malerischer, feiner, leicht verschleiert und weicher (besonders Rosen und Tulpen), erinnern daher in technischer Hinsicht etwas mehr an seinen Lehrer Jan Brueghel d. Ä. Van Thielen dagegen macht etwas definiertere, klarere, „härtere“ Pinselstriche bei seinen Blumen. Laut W. Prohaska sind die einzelnen Blüten „weniger monumental, … nicht so detailliert ...nicht so individuell gestaltet wie bei Seghers“.

Daniel Seghers & Jacob Denys: Heilige Familie im Blumenkranz, sign. & dat.: „Daniel. Seghers. Soc. tis JESV“, Öl auf Leinwand, 127,5 × 95,5 cm, Königliches Museum der Schönen Künste, Antwerpen
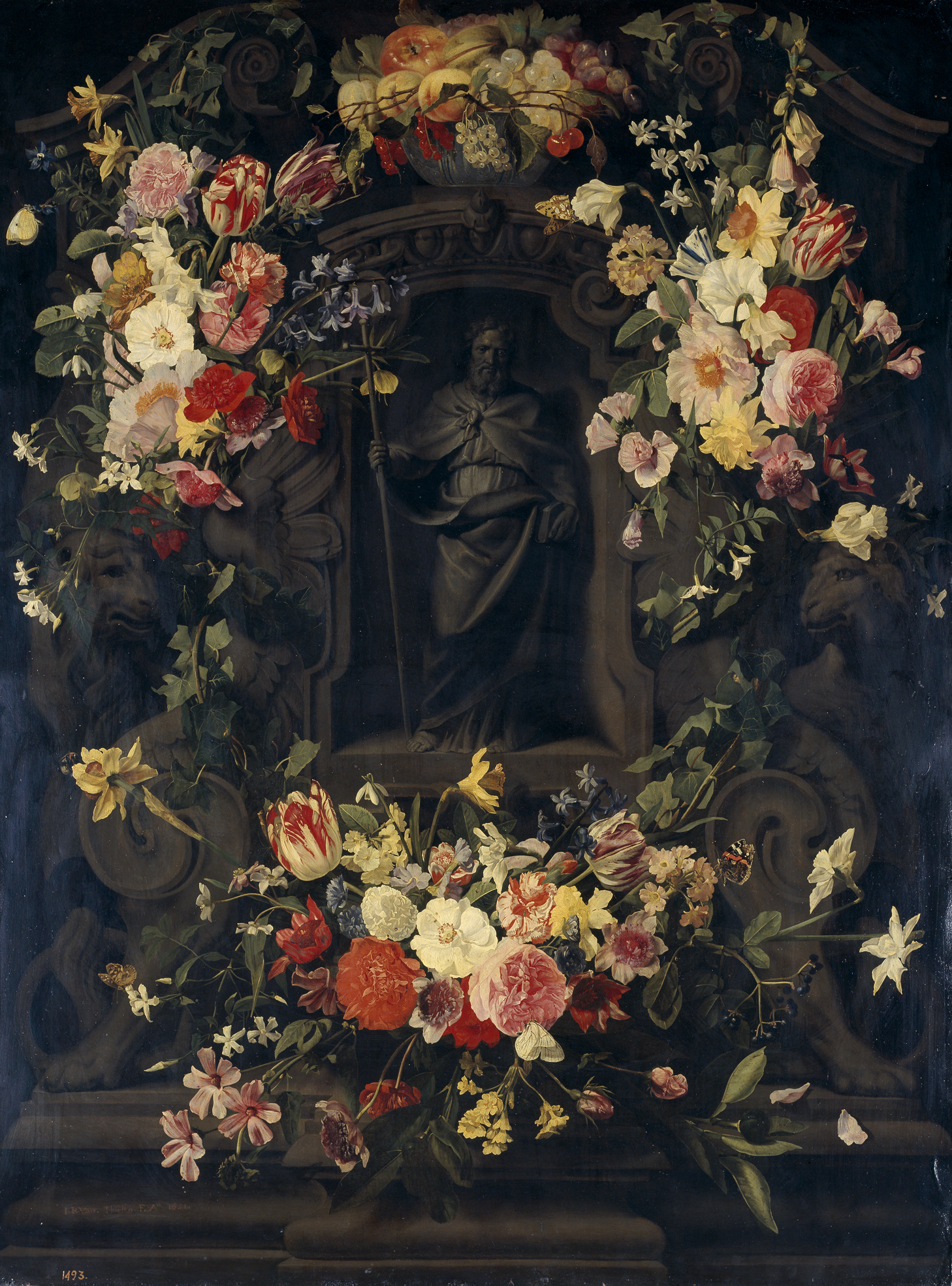
Jan Philip van Thielen: Heiliger Philipp in einer blumengeschmückten Nische, sign. & dat.: „I.P. Van. Thielen F. An 1651.“, Öl auf Kupfer, 126 × 96 cm, Prado, Madrid

Er selber war zwar kein großer Neuerer, aber seine Werke sind qualitativ und ästhetisch von hohem Wert und sein koloristisches Empfinden ist sensibel. Insgesamt (d. h. im Gesamtwerk) verwendet er möglicherweise etwas mehr Lila als sein Lehrer. Es wäre noch zu untersuchen, ob Van Thielen einige Blumenarten malte, die Seghers (noch) nicht berücksichtigte.
Auffällig ist, dass in vereinzelten Werken Van Thielens auch einige Früchte erscheinen, z. B. eine bekrönende Obstschale im Hl. Philipp des Prado, was Seghers so nie machte. Allerdings äußerte Fred Meijer anlässlich einer Van Thielen zugeschriebenen Blumenvase mit einigen Früchten (in Auktion bei Christie’s, 7. Dezember 2007, lot 182) die Möglichkeit, dass das Obst von einem anderen Maler hinzugefügt wurde. Eine offene Frage ist, ob und inwieweit bei späten Werken Van Thielens bereits (eine) seine(r) Töchter mitwirkte(n) – insbesondere die Älteste Maria Theresia van Thielen —, wie dies z. B. auch von Jan Brueghel d. Ä. und seinem gleichnamigen Sohn bekannt ist.

## Bildergalerie

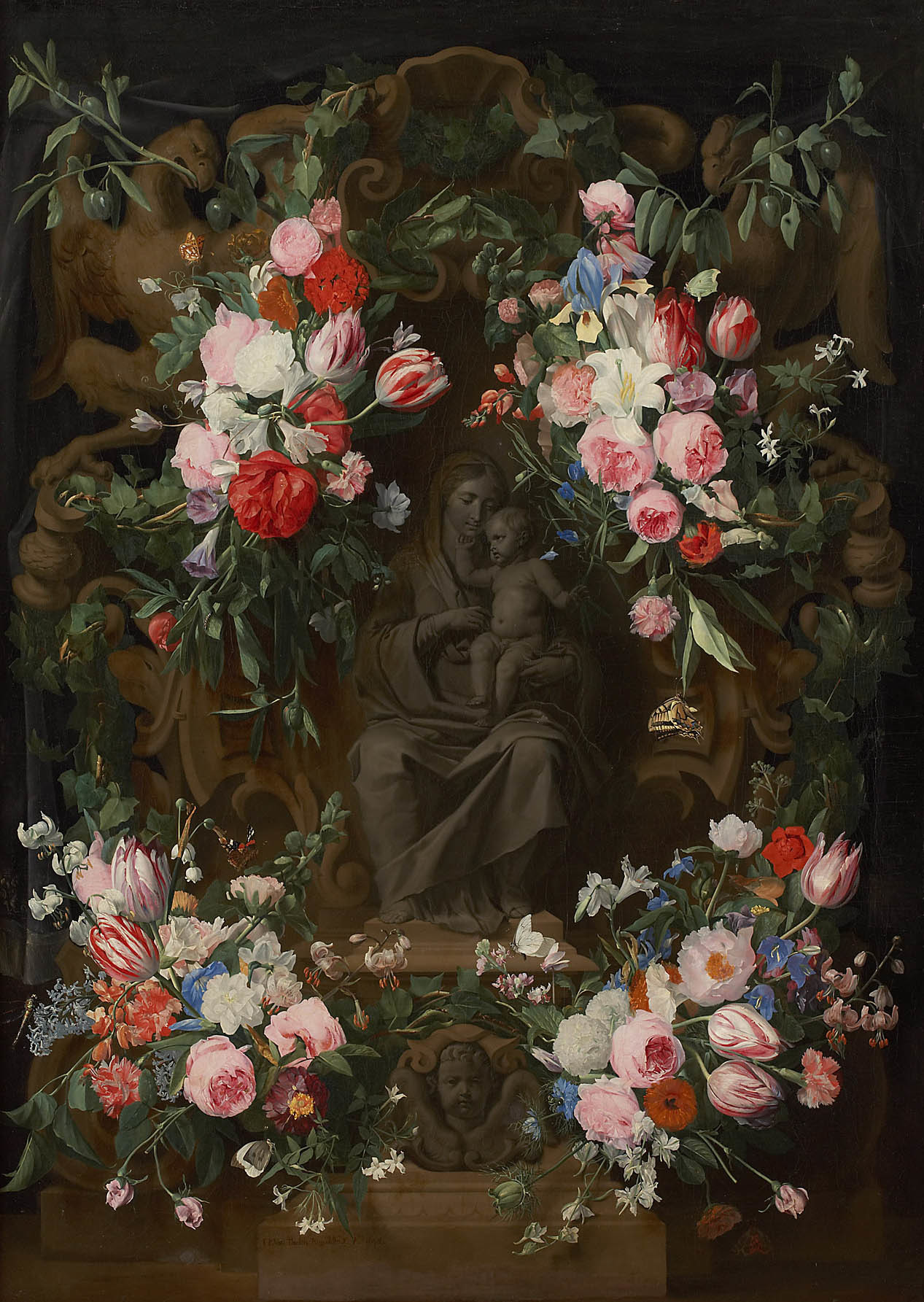
Jan Philip van Thielen und Erasmus Quellinus II: Sitzende Madonna von Blumen umrahmt, sign. & dat. „I.P. Van. Thielen. Rigouldts. F. Ano 1648.“, Öl auf Leinwand, 149 × 104,5 cm, Kunsthistorisches Museum, Wien
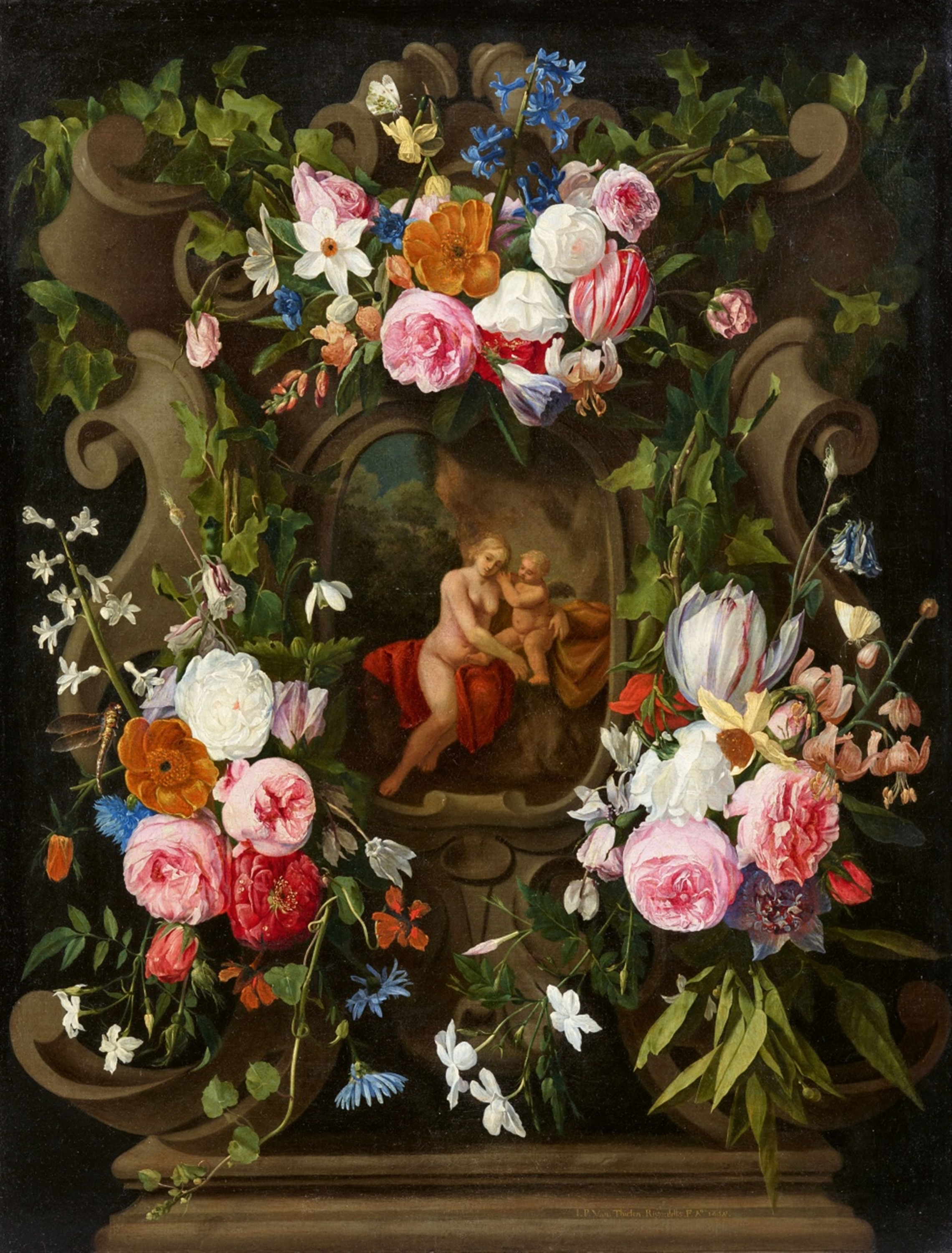
Venus und Cupido in einer Bumengirlande, sign. & dat.: „I. P. Van. Thielen. Rigouldts F. Ano 1648.“, 85,5 × 65 cm, in Auktion bei Lempertz, Köln, 18. Mai 2019
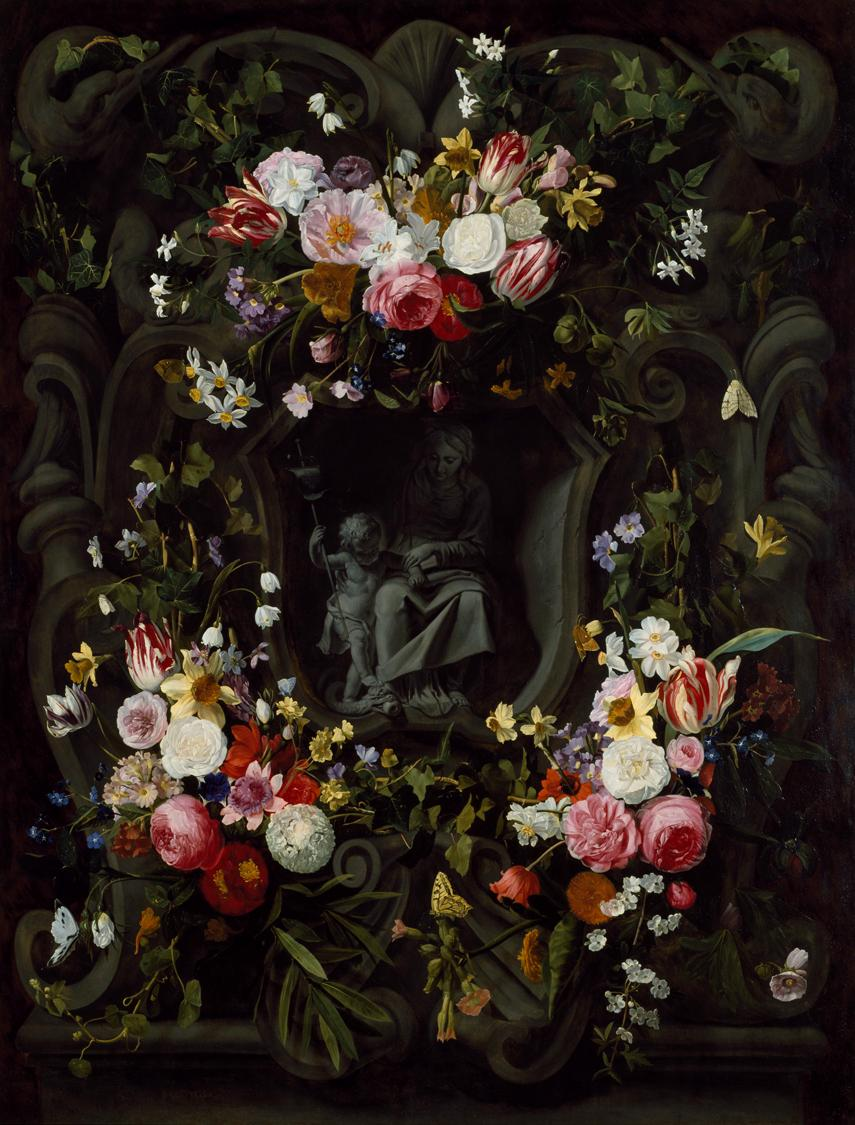
Zusammen mit Erasmus Quellinus II: Madonna und Kind in einer blumengeschmückten steinernen Kartusche, sign.: „J.P. van Thielen.“, dat. 1651 oder 1661 (?), Öl auf Kupfer, 124,5 × 95,3 cm, Chrysler Museum of Art, Norfolk (Virginia)

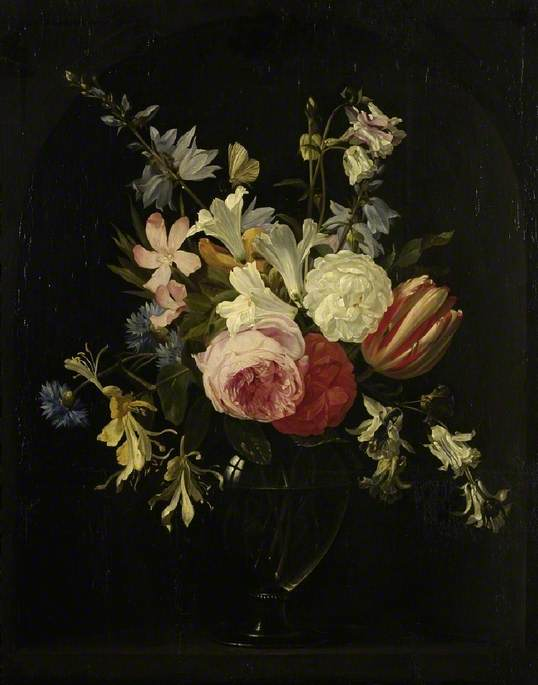
J. P. van Thielen zugeschrieben: Blumenvase, Öl auf Holz, 50,7 × 40,6 cm, Fitzwilliam Museum, Cambridge
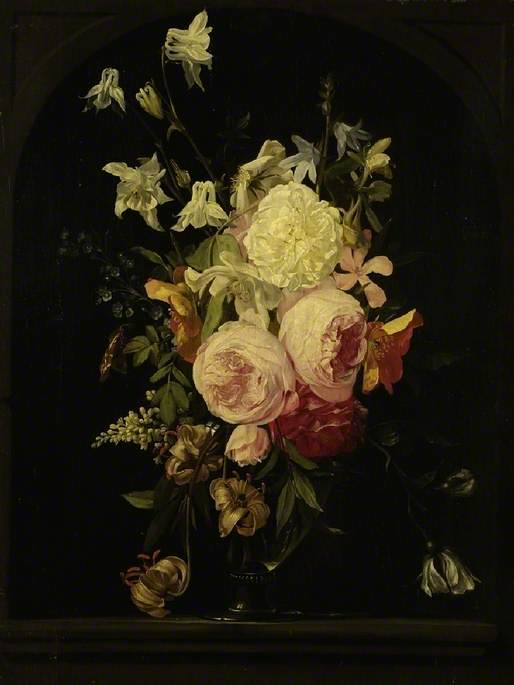
J. P. van Thielen zugeschrieben: Blumenvase, Öl auf Holz, 51,3 × 41,2 cm, Fitzwilliam Museum, Cambridge